# Munição NTA

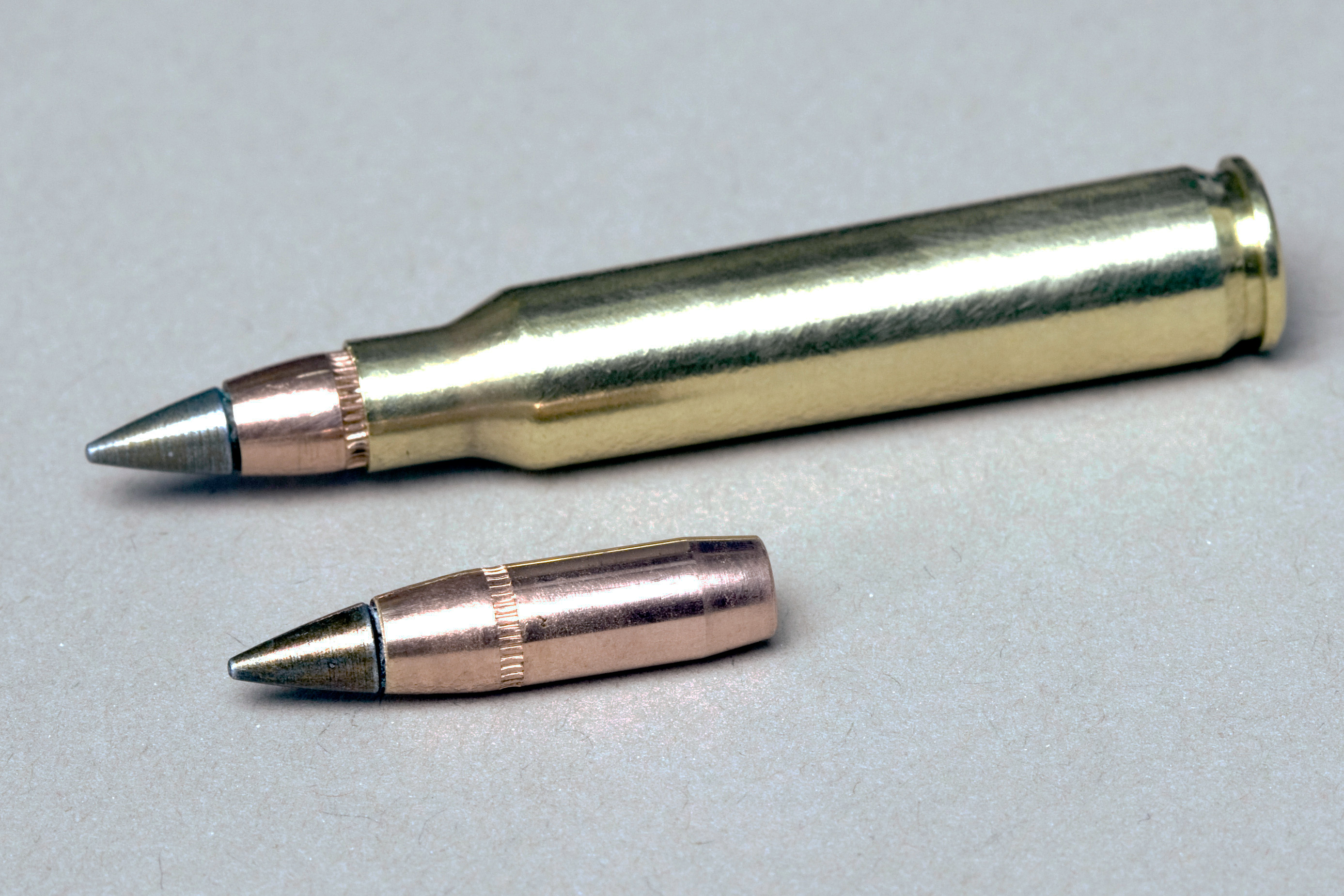
Projétil M855A1 para fuzis 5,56×45mm da OTAN substituem os núcleos de liga de chumbo tradicional por um núcleo de cobre ecologicamente correto com uma ponta de aço "stacked-cone" de.

Munição NTA (de Non-Toxic Ammunition), é a expressão usada genericamente no Brasil, para se referir à munições não tóxicas.
Na língua inglesa, são usados também os termos "green bullet", "green ammunition" ou "green ammo".

## Visão geral

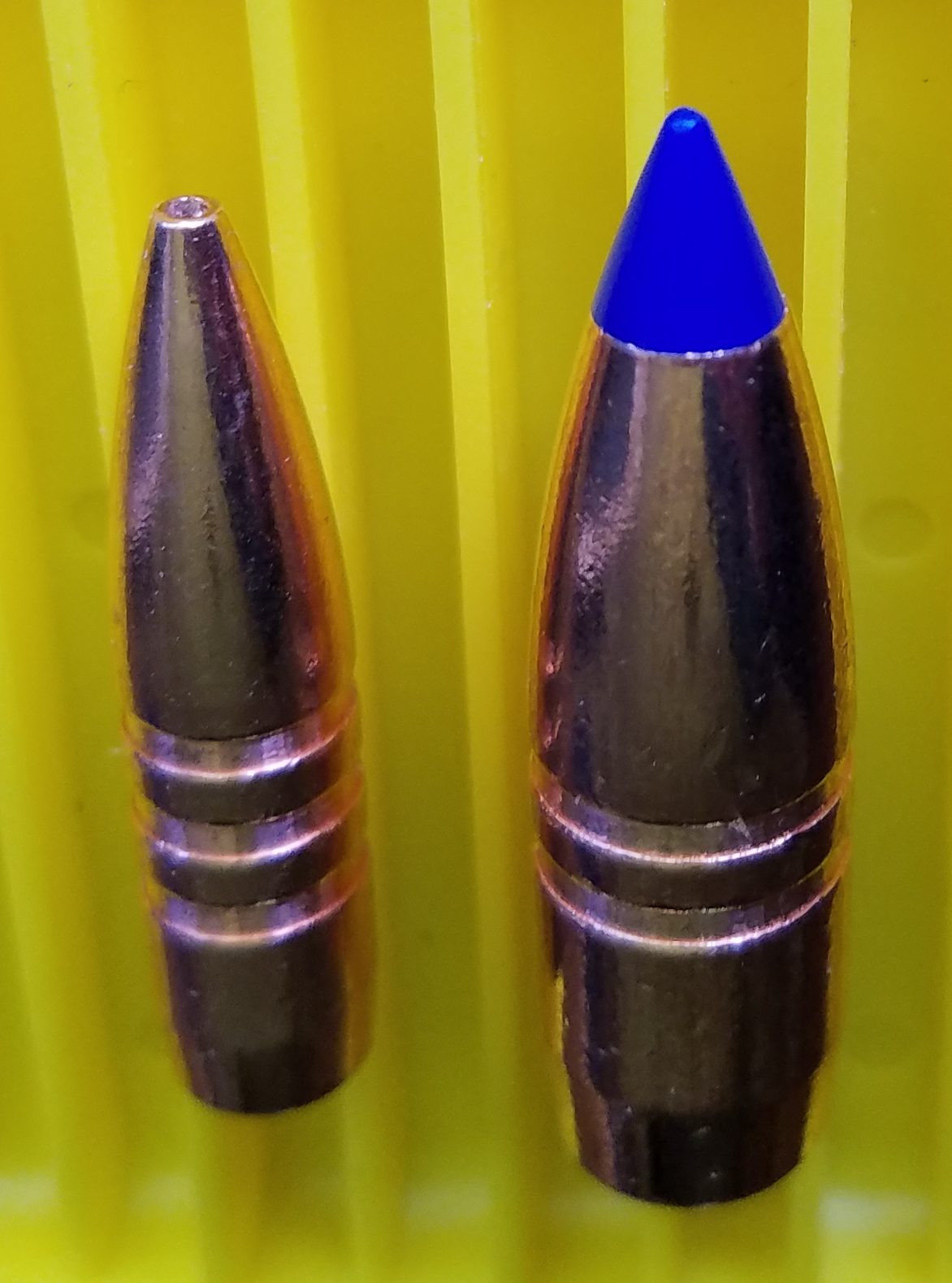
Balas de cobre sólidas típicas da maioria das munições certificadas para caçar na Califórnia. A bala calibre .25" (6,4 mm) à esquerda tem uma pequena cavidade cilíndrica na ponta, e a bala de calibre .35" (9 mm) à direita tem uma cavidade maior com uma ponta de plástico aerodinâmica.

Munição NTA, "munição verde", e outras, são expressões coloquiais derivadas de um programa do Departamento de Defesa dos Estados Unidos de 1992, que tinha como objetivo, eliminar o uso de materiais perigosos de munições de armas curtas e do processo de fabricação das mesmas. Os objetivos iniciais foram a eliminação de substâncias agressivas à camada de ozônio, compostos orgânicos voláteis e metais pesados, principalmente das balas e das espoletas. Ficou constatado que esses materiais estavam causando dificuldades em todo o ciclo de vida da munição. Os materiais geravam resíduos e emissões perigosos tanto nas fábricas durante o processo de produção quanto nos estandes de tiro quando da sua utilização. Perigos potenciais para a saúde tornaram o processo de descarte de munições não utilizadas difícil e caro.
Em meados da década de 1980 estudos já detectavam um número elevado de mortes de pássaros e aves por ingestão de chumbo vindo de munição usada por caçadores, tanto devido a tiros que não atingiram o alvo pretendido, quanto das víceras dos animais abatidos que eram deixadas para trás com chumbo em seu interior, que era ingerido por aves de rapina; a gravidade da situação foi de tal ordem que em 1987, foi proibido o uso de chumbo nas munições de espingardas para "caça ao pato".
O Joint Working Group for Non-Toxic Ammunition foi formado pelo Small Caliber Ammunition Branch do United States Army Armament Research Development and Engineering Center em outubro de 1995. Os membros desse grupo de trabalho incluíram a Guarda Nacional dos Estados Unidos, a Guarda Costeira dos Estados Unidos, a Escola de Infantaria do Exército dos Estados Unidos, o Comando de Operações Industriais, a "Lake City Army Ammunition Plant", o Laboratório Nacional de Oak Ridge, o Laboratório Nacional de Los Alamos e o Departamento de Energia dos Estados Unidos.
Segundo estudos conduzidos pelo National Bureau of Standards, em média, 80% do chumbo aerotransportado nos estandes de tiro vem do projétil e os 20% restantes vêm da combustão da mistura da espoleta. Portanto, para produzir uma munição verdadeiramente atóxica, devem ser usadas espoletas sem chumbo na química e balas totalmente encamisadas ("FMJ"). Como a maioria das polvoras sem fumaça atuais já não usam componentes químicos tóxicos, a escolha recai sobre aquelas que geram o melhor desempenho balístico.

## Materiais tóxicos identificados
| Materiais tóxicos        | Localização                                                                 | Novo material / procedimento                     |
| ------------------------ | --------------------------------------------------------------------------- | ------------------------------------------------ |
| antimônio                | projétil                                                                    | tungstênio-estanho ou -nylon                     |
| trissulfeto de antimônio | espoleta                                                                    | diazodinitrofenol (DDNP)                         |
| nitrato de bário         | projétil traçante ou incendiário                                            |                                                  |
| peróxido de bário        | espoleta e projétil traçante ou incendiário                                 | diazodinitrofenol                                |
| acetato de etila         | selante da ponta de cartuchos de festim                                     | processamento sem solventes                      |
| álcool etílico           | projétil traçante ou incendiário                                            |                                                  |
| éter glicólico           | ponta de projétil pintada                                                   |                                                  |
| chumbo                   | projétil                                                                    | aço tungstênio-estanho ou tungstênio-nylon cobre |
| Dióxido de chumbo        | projétil traçante ou incendiário                                            |                                                  |
| estifnato de chumbo      | espoleta                                                                    | diazodinitrofenol, MIC, por exemplo: Al/MoO3     |
| clorofórmio metílico     | selante da boca do estojo para projétil traçante ou incendiário             |                                                  |
| metil-etil-cetona        | espoleta e selantes para bolsos de espoleta e pontas de cartuchos de festim | processamento sem solventes                      |
| metil-isopropil-cetona   | espoleta e selantes para bolsos de espoleta e pontas de cartuchos de festim | processamento sem solventes                      |
| tolueno                  | espoleta e selantes para bolsos de espoleta e pontas de cartuchos de festim | processamento sem solventes                      |
| xileno                   | espoleta e selantes para bolsos de espoleta e pontas de cartuchos de festim |                                                  |

## Nos Estados Unidos
Em 2013, a produção de balas de chumbo representava o segundo maior uso de chumbo nos EUA, após as baterias de chumbo-ácido. Estudos conduzidos pelo U.S. CDC sugeriram que os níveis de chumbo do sangue estavam correlacionados com o consumo declarado de carne de caça silvestre.

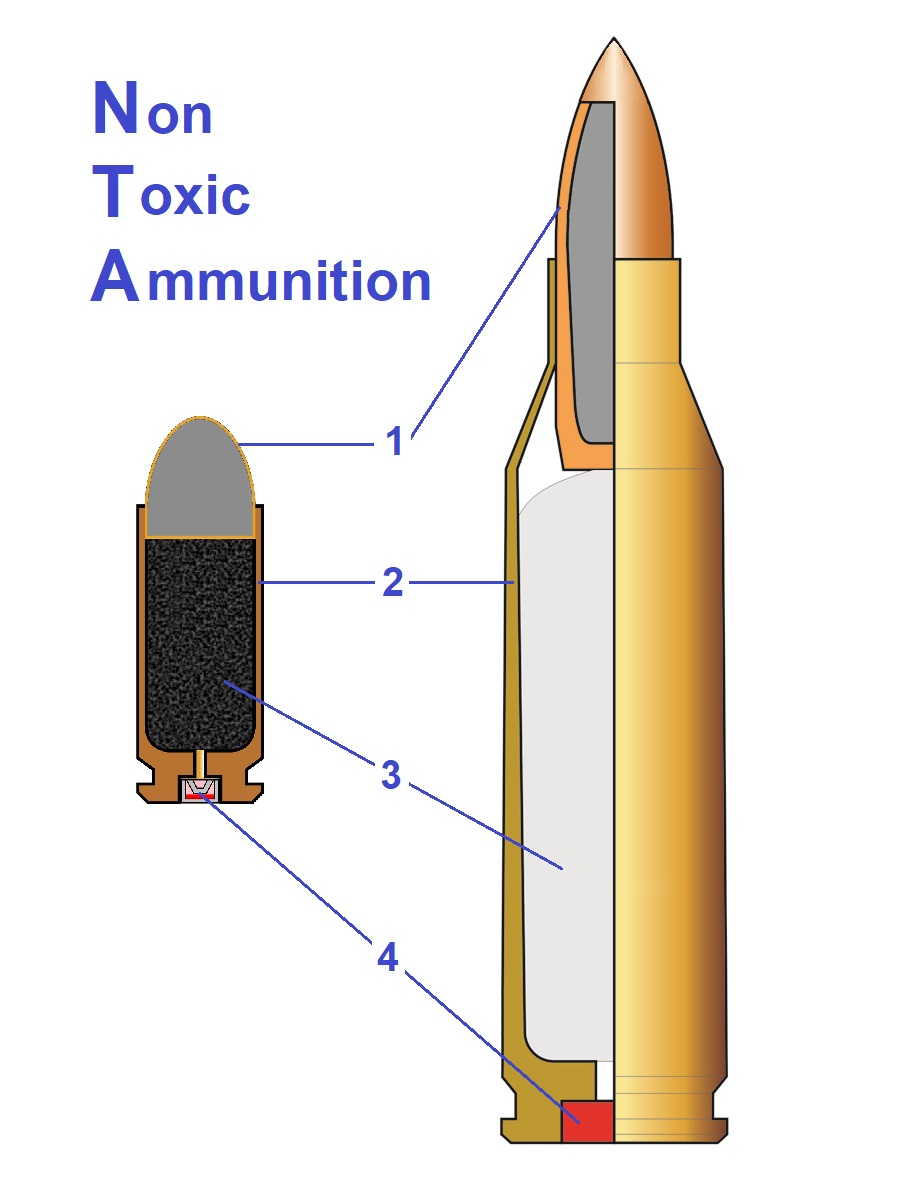
Características de uma munição NTA típica:
1 - bala totalmente jaquetada;
2 - estojo com bom custo x benefício;
3 - pólvora não tóxica;
4 - espoleta não tóxica.

Em 11 de outubro de 2013 o Governador Jerry Brown da Califórnia assinou a Lei "AB 711 Hunting: nonlead ammunition". Os custos da conversão para a "munição verde" são estimadas em "US$ 2,5 milhões necessários para a remoção de resíduos em cada campo de disparo ao ar livre, bem como os US$ 100 mil de custos anuais para monitoramento de contaminação de chumbo".

## No Brasil
Com o intuito de minimizar a exposição tanto de atiradores quanto de instrutores de tiro a metais pesados, principalmente em estandes de tiro em ambientes fechados ("indoor"), a Companhia Brasileira de Cartuchos – CBC apresentou em 1998, uma munição não tóxica (que não liberava metais pesados), ao mercado. Usando balas jaquetadas, o que impedia a liberação de chumbo no ambiente, espoletas usando uma química especial (sem estifnato de chumbo e nitrato de bário), cuja detonação não gerava gases ou resíduos tóxicos, além de uma pólvora aperfeiçoada que emitia menos fumaça.
Esse produto foi chamado comercialmente pela CBC de "munição NTA", primordialmente voltada para a atividade de treinamento com uma boa relação custo x benefício, sem no entanto comprometer seu uso para outras atividades, como defesa pessoal.